# Provincia di Jizan
La provincia di Jāzān (in arabo جازان‎?) è una provincia dell'Arabia Saudita. Si estende per 300 km lungo la costa meridionale del Mar Rosso, a nord dello Yemen. Ha una superficie di 11.671 km² e una popolazione dei 1.186.139 abitanti (2004). Il capoluogo è Jizan.
La provincia include oltre 100 isole nel Mar Rosso. Le Isole Farasan sono la prima area protetta saudita e ospita gazzelle arabe e, in inverno, uccelli migratori europei.
Geograficamente la provincia si divide in tre parti: 
- Le montagne di al-Sarat sono una continuazione delle montagne dell'Etiopia e della Rift Valley. Il picco più alto è il Jabal Sawdāʾ (3.133 m s.l.m.).
- Il distretto della foresta di Alhazoun consiste di una foresta interrotta da aree adibite a pascolo.
- Le pianure sono note per la produzione di caffè, cereali (grano, orzo e miglio) e frutta (mele, banane, uva, manghi, papaia, prugne, agrumi)

Le regioni costiere sono uno dei posto più caldi della Terra, con temperature massime di 40 °C in luglio e 31 °C in gennaio. L'alta umidità proveniente dalle lagune della costa rende il clima ancora meno sopportabile. Le precipitazioni sono molto rare (meno di 75 mm all'anno).